# Alchemilla hoppeana
Alchemilla hoppeana är en rosväxtart som först beskrevs av Heinrich Gottlieb Ludwig Reichenbach, och fick sitt nu gällande namn av Robert Buser. Alchemilla hoppeana ingår i släktet daggkåpor, och familjen rosväxter. Inga underarter finns listade i Catalogue of Life.

## Bildgalleri

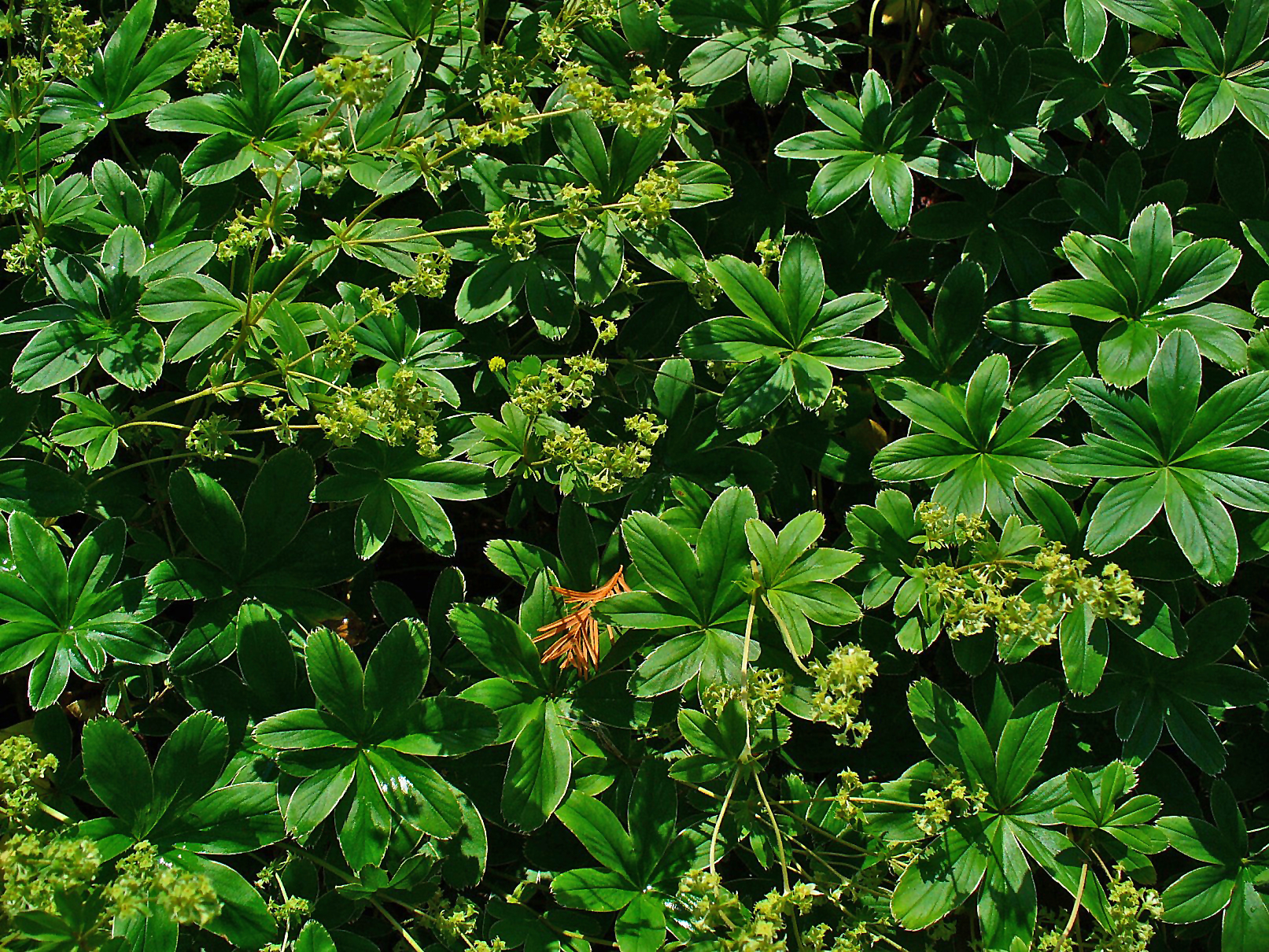
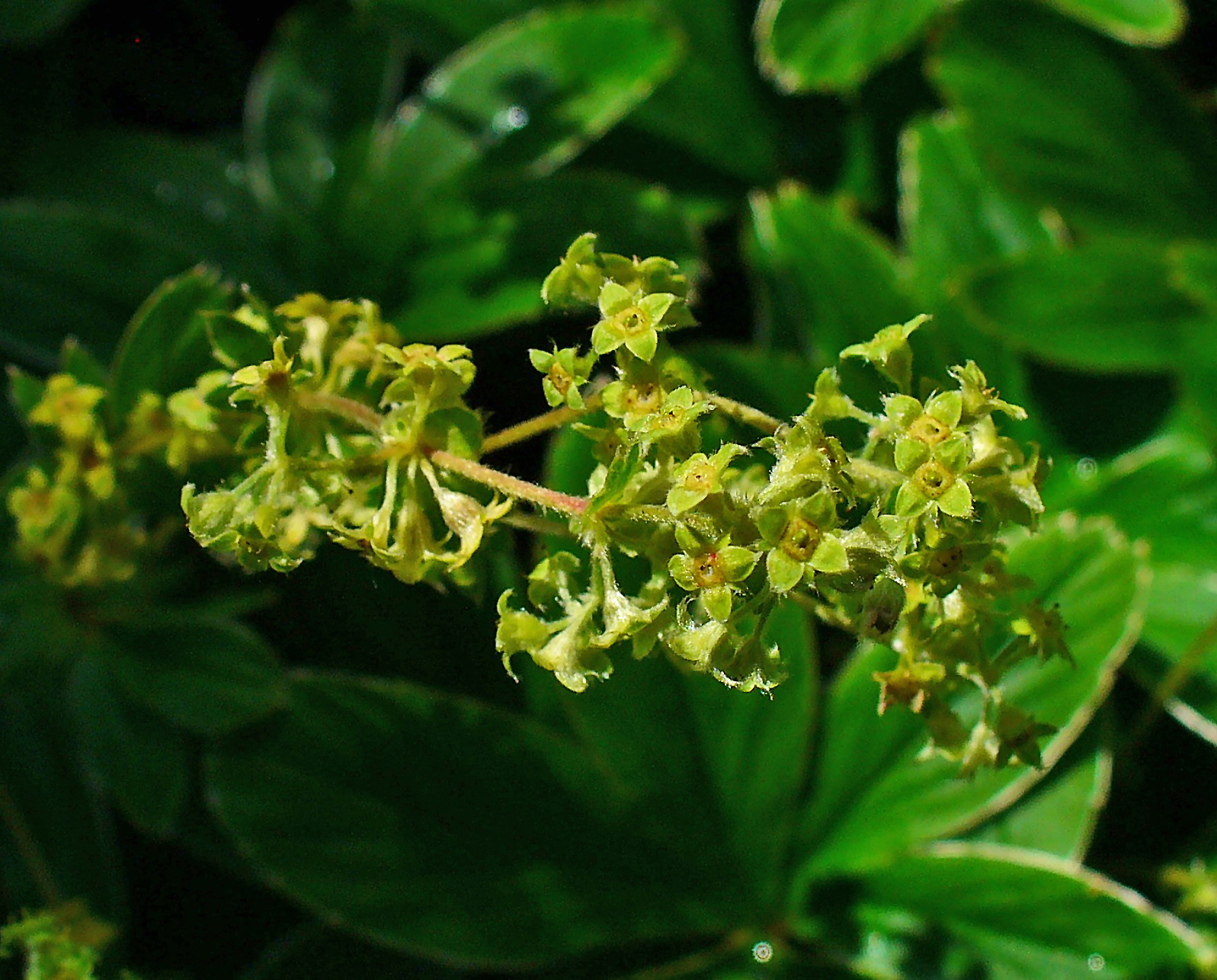
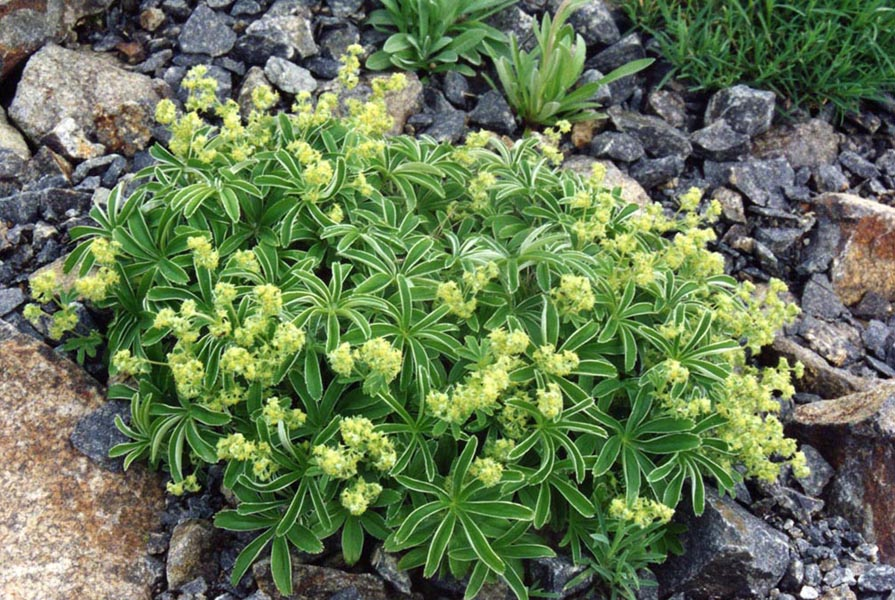
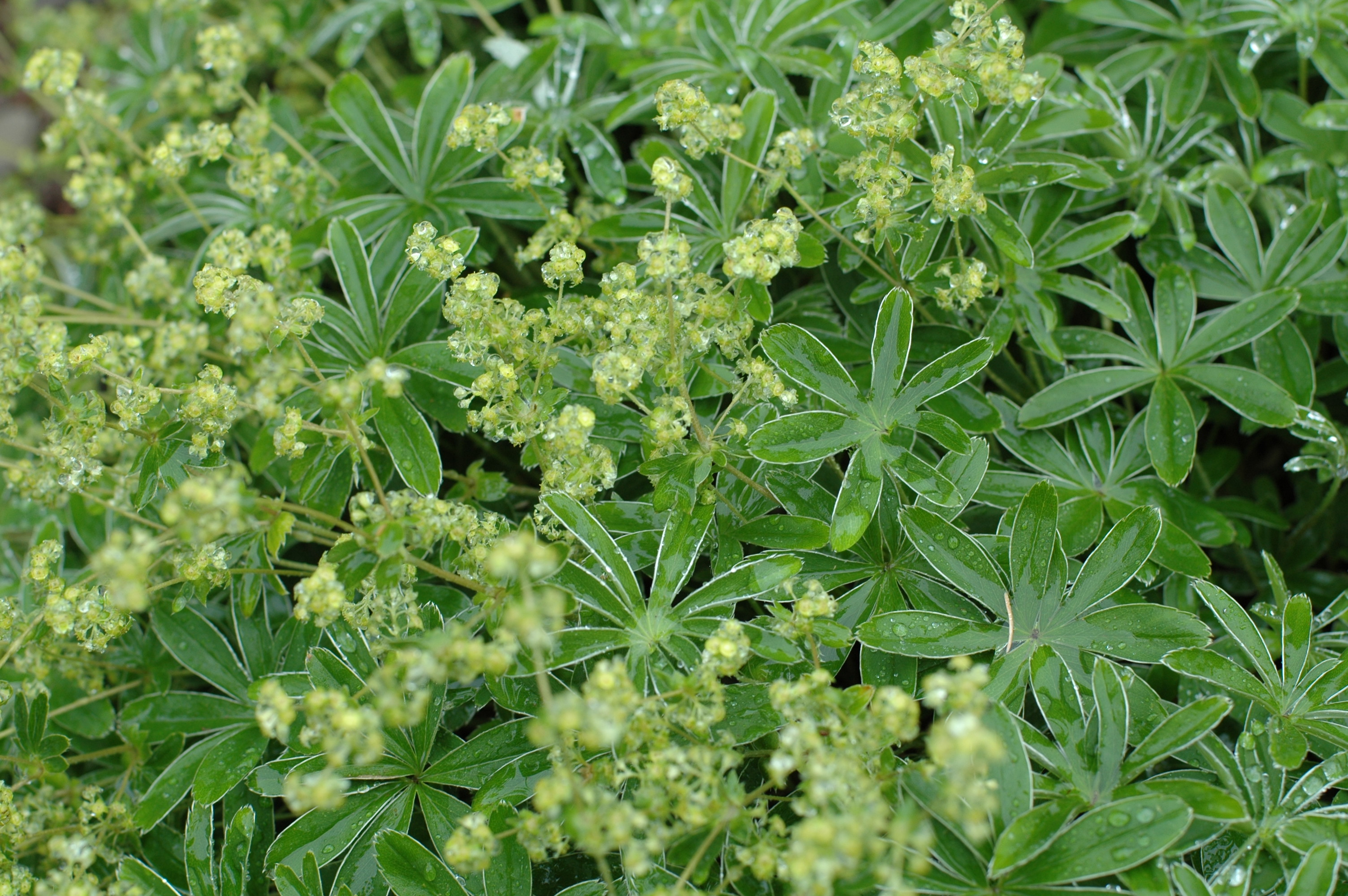